# Rachias odontochilus
Rachias odontochilus là một loài nhện trong họ Nemesiidae.
Rachias odontochilus được miêu tả năm 1923 bởi Mello-Leitão.